# Орехново (Великолукский район)
Орехново — деревня в Великолукском районе Псковской области России. Входит в состав сельского поселения «Пореченская волость».
Расположена на юге волости на северном побережье Орехновского озера, в 46 км к югу от райцентра Великие Луки и в 11 км к востоку от волостного центра Поречье.

## Население
Численность населения деревни по состоянию на 2000 год составляла 2 жителя, на 2010 год — 2 жителя.

## История
До 2005 года деревня входила в состав ныне упразднённой Урицкой волости.